# Więzadło podstawowe macicy
Więzadło podstawowe macicy, troczek macicy (łac. ligamentum cardinale uteri, retinaculum uteri) – w anatomii człowieka jedno z więzadeł należących do układu wieszadłowego macicy. Jest to tkanka łączna przymacicza wzmocniona pasmami mięśniowymi, naczyniami i nerwami. Części więzadła odchodzą z prawej i lewej strony, głównie z szyjki macicy i biegną do ściany bocznej miednicy mniejszej. Więzadło podstawowe macicy stanowi część środkową łącznotkankowej płyty naczyniowo-nerwowej.